# Gewehr 41
A Gewehr 41 puska, más néven a G41, egy öntöltő puska, amelyet a Harmadik Birodalom használt a második világháború folyamán.

## Háttér

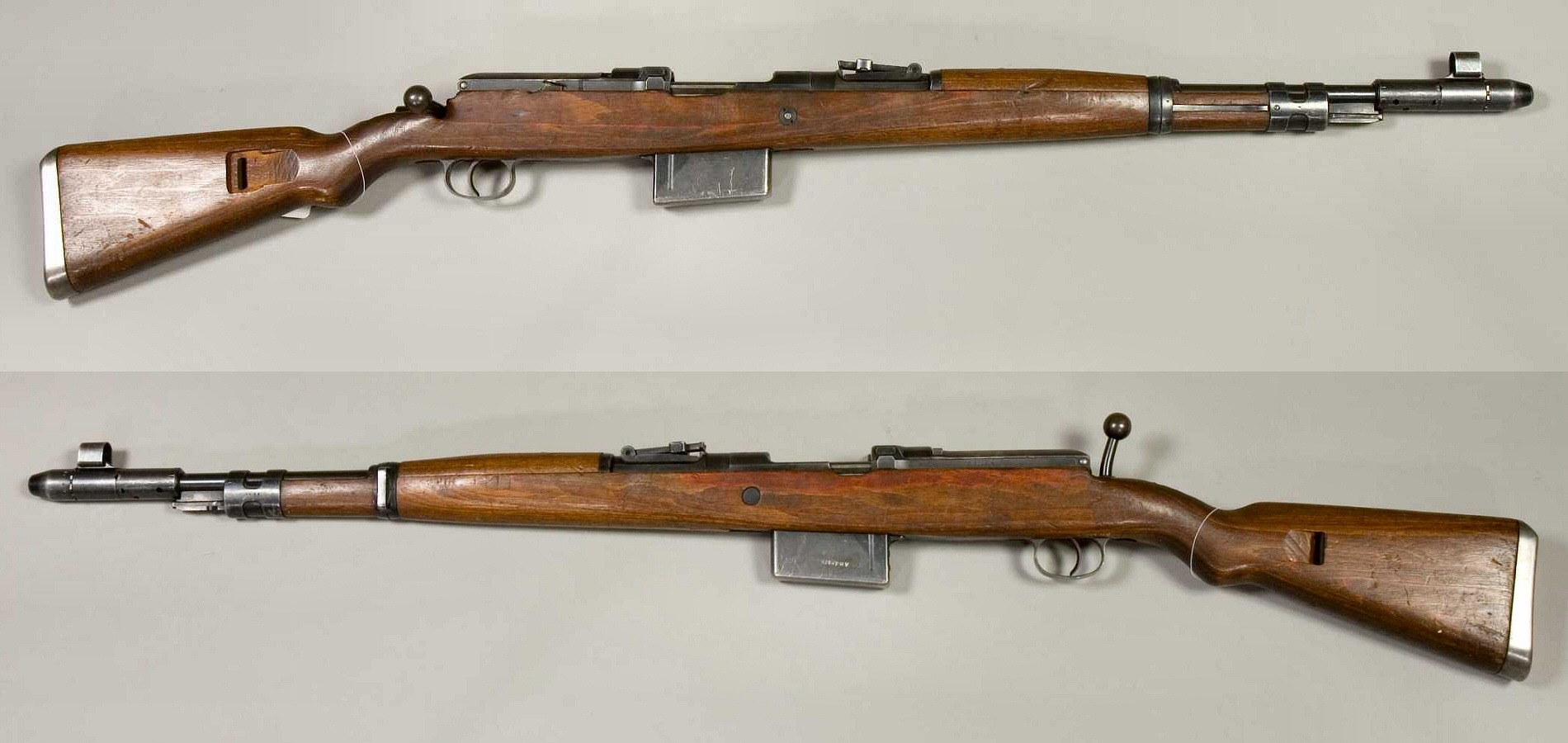
Gewehr 41 (Mauser változat)

1940-re nyilvánvalóvá vált, hogy a rendszerben lévő forgó-tolózáras puskáknál hatékonyabb, nagyobb tűzgyorsasággal rendelkező öntöltő puskára van szüksége a gyalogságnak, harctéri hatékonysága növelésére. A Wehrmacht előterjesztett egy leírást különböző gyártók részére, majd ezt követően mind a Mauser, mind pedig a Walther előállt prototípusaival, melyek nagyon hasonlóak voltak. Azonban a tervezetre előírtak bizonyos korlátozásokat:
- a csőbe nem fúrhattak gázelvezető nyílásokat a töltőszerkezet számára;
- a puska külső felszínén nem helyezhetnek el mozgó alkatrészeket;
- az automatikus töltőszerkezet meghibásodása esetére egy tolózáras mechanizmust is be kellett építeni a fegyverbe.

Mindkét modellnél az úgynevezett „Bang” rendszert (a dán tervező, Søren H. Bang után) alkalmazták. A rendszernél a lövedék képezte gázok a csőszáj közelében csapdába estek egy gyűrű alakú kúpban, ami megtolt egy hosszú dugattyúrudat, így kinyitotta a závárzatot, illetve újratöltötte a fegyvert. Ez a rendszer éppen ellentétesen működik, mint a sokkal általánosabb típusú gázzal működtetett rendszerek, melyeknél a gázok a csőtől távol esnek csapdába, és hátulról tolják vissza a dugattyút, amely aztán hátrafelé kinyitja a závárzatot. Mindkét fegyvermodell integrált 10 töltényes tárral készült, melyet két töltőléccel kell betárazni, amelyek a Karabiner 98k puskától származnak, illetve a szabvány német 7,92×57 mm Mauser lőszert használják. Emiatt az újratöltés igen lassú folyamat.
A Mauser tervezet, a G41(M) sikertelennek bizonyult. Mindössze 6673 darabot gyártottak a gyártás leállítása előtt, ebből 1673-at használhatatlanságuk miatt visszaküldtek. A Walther tervezet, a G41(W) nem más, mint a Gewehr 43. A fegyver legtöbb fémrésze megmunkált acél, néhány puskánál, főleg a későbbi típusoknál megjelent a bakelit típusú műanyag sátorvas. A Walther tervezet sokkal sikeresebb volt, mivel a tervezők egyszerűen figyelmen kívül hagyták a fent felsorolt korlátozások közül a két utolsót.
Ezek a puskák, a G41(M) társaikkal együtt a gázrendszer eltömődésének hibájával küszködtek. Úgy tűnt, hogy ezek a problémák a túlságosan bonyolult csőszájcsapda rendszerből adódnak, amely túlzottan korrodált a lőszer gyutacsában használt korrozív sók miatt, illetve a szénszál szennyeződése miatt. A csőszáj szerkezet több kitűnő alkatrészből állt, de nehéz volt tisztítani, szétszerelni és karbantartani harctéri körülmények között. A fegyvert 1943-ban újratervezték, majd Gewehr 43 néven rendszerbe állították, egy új gázrendszert is kialakítottak hozzá, hasonlót, mint amit szovjet SZVT–40 puskán alkalmaznak, illetve egy kivehető tölténytárat is kapott.
A G41(W) puskákat két gyárban készítették, név szerint a zella mehlis-i Walther és a berlini Luebecker gyárakban. A Walther puskái az AC kódot és a WaA359 ellenőrzési igazolást, míg a BLM fegyverei a DUV kódot és a WaA214 ellenőrzési igazolást viselték. A fegyverek a keleti fronton magas elhasználódási rátát mutattak.
Ezek a puskák manapság igen ritkák, a gyűjtők körében értékes darabok. A különböző források 40.000 és 145.000 darabra becsülik a gyártási darabszámot.

## Fordítás
- Ez a szócikk részben vagy egészben  a   Gewehr 41 című angol Wikipédia-szócikk ezen változatának fordításán alapul.  Az eredeti cikk szerkesztőit annak laptörténete sorolja fel. Ez a jelzés csupán a megfogalmazás eredetét és a szerzői jogokat jelzi, nem szolgál a cikkben szereplő információk forrásmegjelöléseként.